# Sieć wysokiego napięcia

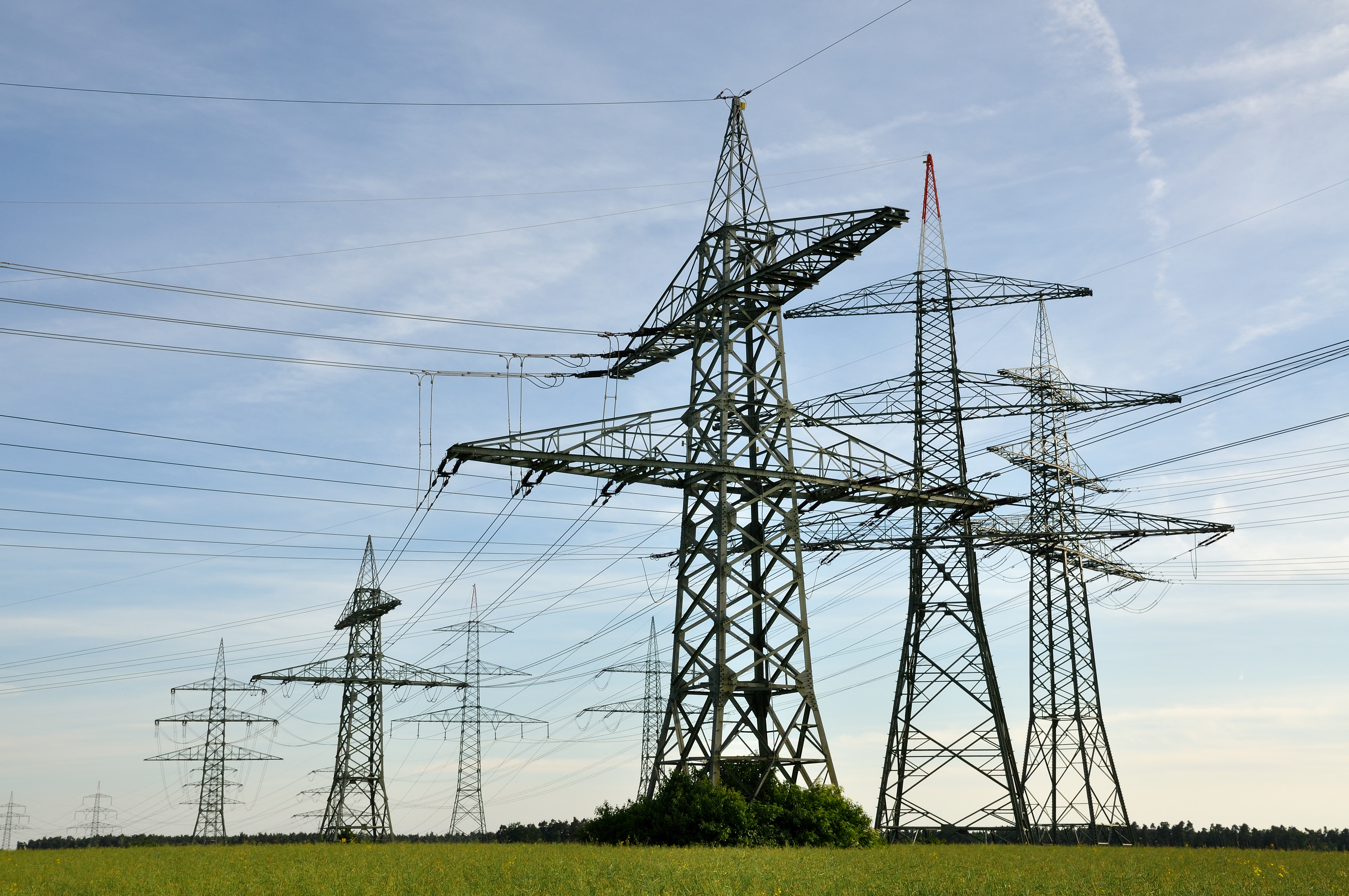
Linia elektroenergetyczna napowietrzna wysokiego napięcia w gminie Roßtal w Niemczech

Sieć wysokiego napięcia (WN) – elektroenergetyczna sieć przesyłowa, w której napięcie międzyfazowe wynosi od 60 do 200 kV (w Polsce 110 kV). Sieć ta służy do przesyłania energii elektrycznej na duże odległości.

## Opis
Wysokie napięcie jest stosowane w sieciach przesyłowych przystosowanych do transmisji energii na duże odległości pomiędzy źródłem energii, czyli elektrownią a sieciami rozdzielczymi.
Napięcie wysokie sprawia sporo kłopotów technicznych. Izolowanie tak wysokich napięć pociąga za sobą konieczność konstruowania specjalnych izolatorów, których rozmiary są wprost proporcjonalne do wartości napięcia. Dlatego też napowietrzne rozdzielnie wysokiego napięcia zajmują zazwyczaj bardzo dużo miejsca – stosuje się więc wszelkie rozwiązania prowadzące do bezpiecznej minimalizacji urządzeń, np. poprzez użycie heksafluorku siarki jako gazu izolującego.
Z uwagi na wysokie napięcie przyłożone do stosunkowo cienkiego przewodnika, jakim jest przewód energetyczny, występuje tzw. zjawisko ulotu, które może prowadzić do powstawania znacznych strat przesyłanej energii. Dlatego przewody wysokiego napięcia są rozpinane najczęściej jako kilka (od dwóch do czterech) równoległych przewodów umieszczonych w stałej odległości od siebie (tzw. wiązka dwu-, trój- lub czteroprzewodowa). Powoduje to zmniejszenie natężenia pola elektrycznego dookoła takiego układu, co prowadzi do zmniejszenia ulotu, a tym samym obniżenia ewentualnych strat.
Ze względu na warunki bezpieczeństwa linie wysokiego napięcia rozpinane są na dość wysokich słupach (sięgających kilkudziesięciu metrów). Linia wysokiego napięcia wyposażona jest w ochronę odgromową w postaci przewodzącej linki umieszczonej bezpośrednio ponad przewodami fazowymi. Linka ta spełnia zadanie piorunochronu – ma odprowadzać do ziemi wyładowania atmosferyczne, które mogłyby zagrozić przewodom pod napięciem. Często w samym przewodzie odgromowym umieszczone są przewody światłowodowe (i inne przewody sygnałowe) do komunikacji pomiędzy stacjami elektroenergetycznymi dla działania m.in. układów elektroenergetycznej automatyki zabezpieczeniowej, komunikacji personelu obsługi stacji, jak i dla sterowania systemem elektroenergetycznym.

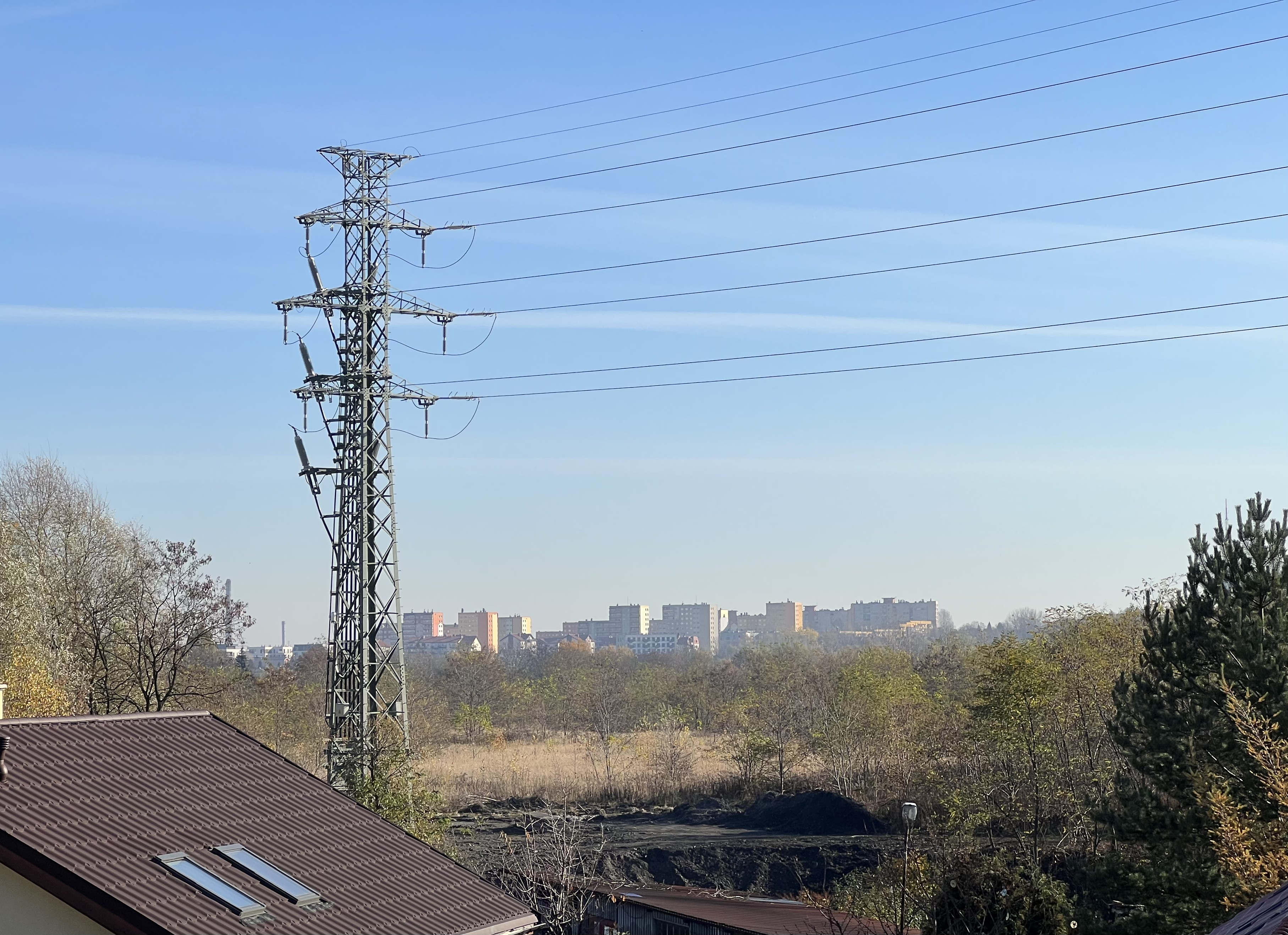
Przejście z linii napowietrznej na podziemną, Chorzów, 2022